# Moi Dix Mois
Moi Dix Mois je japanski sastav, ali također i solo projekt Mane, bivšeg glavnog gitarista Malice Mizer.
Sastav, čije ime u prijevodu s francuskog znači “Ja deset mjeseci”, ima posebno značenje za Manu. "Moi" označava njegov prodor na scenu kao solo umjetnika. "Dix" označava broj deset dok broj 1 simbolizira početak nečega, a 0 označava nešto slično vječnosti. "Dix Mois", ponovno, znači "10 mjeseci", ili prosječno vrijeme koliko djetetu treba da se rodi po japanskom tradicionalnom brojanju trajanja trudnoće, i također kao deset mjeseci između raspada Malice Mizera i rođenja Moi dix Moisa.

## Povijest sastava
Zvuk Moi dix Mois'a je vrlo sličan posljednjim djelima Malice Mizera, objedinjuje puhačke instrumente, čembalo, električnu gitaru, operni muški (i ženski) vokal, te brzo bubnjanje uz korištenje duple bas pedale. Budući da se Malice Mizer smatra arhetipskim Visual Kei sastavom, Mana je osim gothic metala u svoj novi projekt unio zvukove symphonic metala i industrial metala, stvarajući novu, kombinaciju glazbe. Konkretno, počeo je s utjecajem sastava kao što su Slayer i Mötley Crüe. Tekstovi koje Mana piše za Moi dix Mois su više osobni nego oni pisani za Malice Mizer, te su se u temama kretali između melankolije, romantike i duboke depresije.
Dana 19. listopada 2002., otprilike deset mjeseci nakon raspada Malice Mizera, Mana je najavio stvaranje svog solo projekta, Moi dix Moisa. Njihov prvi singl, Dialogue Symphonie, objavljen je mjesec dana kasnije. Osim što svira gitaru, Mana sklada sve pjesme Moi dix Mois'a, piše tekstove, aranžira, producira, dizajnira kostime za koncerte te je direktor cijelog nastupa. Za razliku od Maninog prijašnjeg sastava, Moi dix Mois izravno označuje Manu kao umjetnika koji sam određuje umjetničko kretanje sastava, dok članovi ovog projekta imaju utjecaja tijekom koncerata i snimanja albuma. Sva glazba koju su Moi dix Mois' proizveli izdana je u Maninoj vlastitoj izdavačkoj glazbenoj kući zvanoj Midi:Nette. Gotovo ništa se ne zna o ostalim članovima ovog projekta prije nego što su pristupili Moi dix Moisu, osim Tohrua koji je bio bubnjar sastava Jils, i K-a koji je bio gitarist Grand Zeroa pod imenom Takeru (建).
Moi dix Mois su svoj prvi koncert održali izvan Japana i to u ožujku 2005. u Münchenu u Njemačkoj i Parizu u Freancuskoj kao dio njihove turneje nazvane "Invite to Immorality". Nakon što je počela turneja u Tokiju 24. travnja 2005., pjevač Juka je napustio sastav, ostavljajući za sobom jasnu prazninu, ali unatoč njoj Mana nije prestao sa skladanjem. 

### Novo razdoblje sastava
Novo razdoblje sastava započelo je 1. ožujka 2006., kada su u prodaju pustili svoj mini album "Beyond the Gate", na kojemu se pojavio novi pjevač imena Seth. Prije nego što je album pušten u prodaju Mana je najavio kako će zvuk ovog novog albuma označiti pomak sastava prema elektroničkoj glazbi. Nakon najave albuma "Beyond the Gate" istoimeni je i objavljen, te je njegovom objavom otkriven i Sethov identitet kao novog pjevača, ali je također najavljeno kako Kazuno (basist) i Tohru (bubnjevi) napuštaju sastav.
U lipnju 2006., Moi dix Mois su nastupili na "Wave Gotik Treffen" (najvećem svjetskom Goth festivalu s preko 20 000 posjetitelja svake godine) u Leipzigu u Njemačkoj. Sljedeća na rasporedu im je bila turneja u Japanu, te je velik broj koncerata prošle godine održan na jesen.
Turneja koja je trebala biti održana u pet gradova SAD-a u srpnju 2006. otkazana je zbog neslaganja u politici s organizatorima turneje, NoFutureom. Iznenadno odgađanje koncerta je fanove Moi dix Mois'a fanbase natjeralo u veliki pohod protiv kompanije, njihovih osnivača i organizatora. Bilo kako bilo, Mana se ipak 2006. pojavio u SAD-u na Anime Expou u Anaheimu u Kaliforniji 1. srpnja, gdje je najavio da Moi dix Mois planira američku turneju “negdje unutar kalendarske godine”.

## Postava
- Mana – gitara
- Seth – vokal
- K – gitara i vokal
- Hayato – bubnjevi
- Sugiya – bas

## Bivši članovi
- Juka – vokal
- Kazuno – bas
- Tohru – bubnjevi

## Diskografija

### Albumi
- Dix Infernal (19. ožujka 2003.)
- Nocturnal Opera (20. srpnja 2004.)
- Beyond the Gate (1. ožujka 2006.)
- Dixanadu (28. ožujka 2007.)

### Singlice
- "Dialogue Symphonie" (19. studenog 2002.)
- "Shadows Temple" (31. svibnja 2004.)
- "Pageant" (6. listopada 2004.)
- "Lamentful Miss" (4. listopada 2006.)

## DVD-ovi
- Dix Infernal - Scars of Sabbath (16. prosinca 2003.)
- Invite to Immorality - Moi dix Mois Europe Live Tour 2005 (27. srpnja 2005.)